# Nakagawa Nobuo

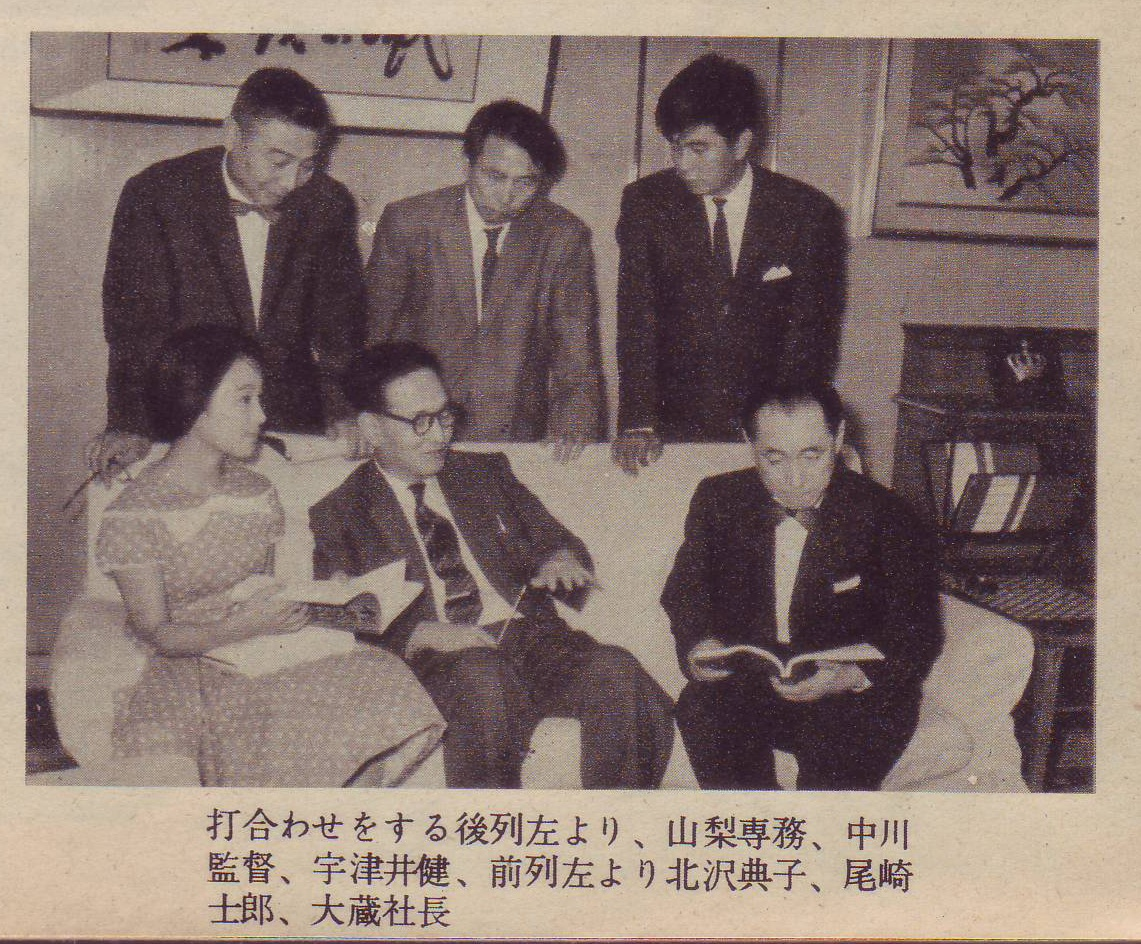
Produktionstreffen für den Film Raiden 1959. Nakagawa Nobuo steht hinten in der Mitte.

Nakagawa Nobuo (japanisch 中川 信夫) (* 18. April 1905 in Kyoto; † 17. Juni 1984 in Tokio) war ein japanischer Regisseur, der besonders durch seine Horrorfilme in den 50er und 60er-Jahren bekannt wurde.

## Leben und Karriere
Nakagawa Nobuo wurde am 18. April 1905 in Kyoto geboren. Vor seiner Karriere beim Film schrieb er Rezensionen für das japanische Filmmagazin Kinema Junpō. Ab 1929 arbeitete er als Regieassistent für die Makino Film Productions unter Masahiro Makino. Nach dem Bankrott der Makino Film Productions 1932 wechselte er zu Utaemon Ichikawa's Production Company wo er 1934 mit dem Film Yumiya Hachiman Ken sein Regiedebüt gab. Später wechselte er zur japanischen Film- und Theaterproduktionsgesellschaft Tōhō, wo er einige Komödien mit Enomoto Ken’ichi drehte. Während der Kriegszeiten drehte er einige Kriegsdokumentationen.
Nach dem Krieg wechselte er zum Filmstudio Shintoho, wo er 1959 mit dem Horrorfilm Tōkaidō Yotsuya kaidan (The Ghost of Yotsuya) auch in Europa bekannt wurde. 1960 folgte Jigoku der 2006 vom amerikanischen Unternehmen The Criterion Collection auf DVD veröffentlicht wurde. Nakagawa Nobuo starb am 17. Juni 1984 in Tokio.

## Filmografie (Auswahl)
- 1934: Yumiya Hachiman Ken
- 1938: Gekka no Wakamusha
- 1939: Shinpen Tange Sazen: Sekigan no Maki
- 1949: Rinchi
- 1950: Wakasama Samurai Torimonocho: Nazo no Nomen Yashiki
- 1952: Kyo wa Kaisha no Getsuyobi
- 1953: Kinsan Torimonocho: Nazo no Ningyoshi
- 1953: Shishun no Izumi
- 1954: Horafuki Tanji
- 1954: Wakaki Hi no Takuboku: Kumo wa Tensai de aru
- 1955: Natsume Soseki no Sanshiro
- 1956: Ningyo Sashichi Torimonocho Yoen Roku Shibijin
- 1956: Kaii Utsunomiya Tsuritenjo
- 1956: Koi sugata kitsune goten
- 1956: Vampire Moth (Kyuketsuki-ga) (1956)
- 1957: Kaidan Kasane-ga-fuchi (auch The Depths oder The Ghost of Kasane Swamp)
- 1958: Borei Kaibyo Yashiki (auch Black Cat Mansion)
- 1958: Dokufu Takahashi Oden
- 1958: Kenpei to yurei
- 1958: Kyōen Kobanzame zenpen
- 1959: Kyōen Kobanzame kōhen
- 1959: Tokaido Yotsuya kaidan (auch The Ghost of Yotsuya)
- 1959: Nippon Romansu Kyuko
- 1959: Onna Kyuketsuki (auch Woman Vampire oder Lady Vampire)
- 1960: Onna Shikeishū no Datsugoku (auch Death Row Woman)
- 1960: Jigoku (auch Hell oder Sinners of hell)
- 1961: Hatamoto Kenka Taka (1961)
- 1961: Nendo no Omen Yori: Kaachan
- 1962: Inazuma to Uge no Ketto
- 1968: Kaidan Hebi-onna (auch Ghost of the Snake Woman)
- 1969: Yoen Dokufuden: Hitokiri Okatsu
- 1969: Yoen Dokufuden: Okatsu Kyojo Tabi
- 1982: Kaidan: Ikiteiru Koheiji